# Фигурное катание на зимних Олимпийских играх 1984
В соревнованиях по фигурному катанию на зимних Олимпийских играх 1984 года, проводившихся в Ледовом дворце Зетра, разыгрывалось четыре комплекта наград: среди мужчин, женщин, пар и в танцах на льду. Впервые судейство проходило по новой системе[уточнить].

## Общий медальный зачёт

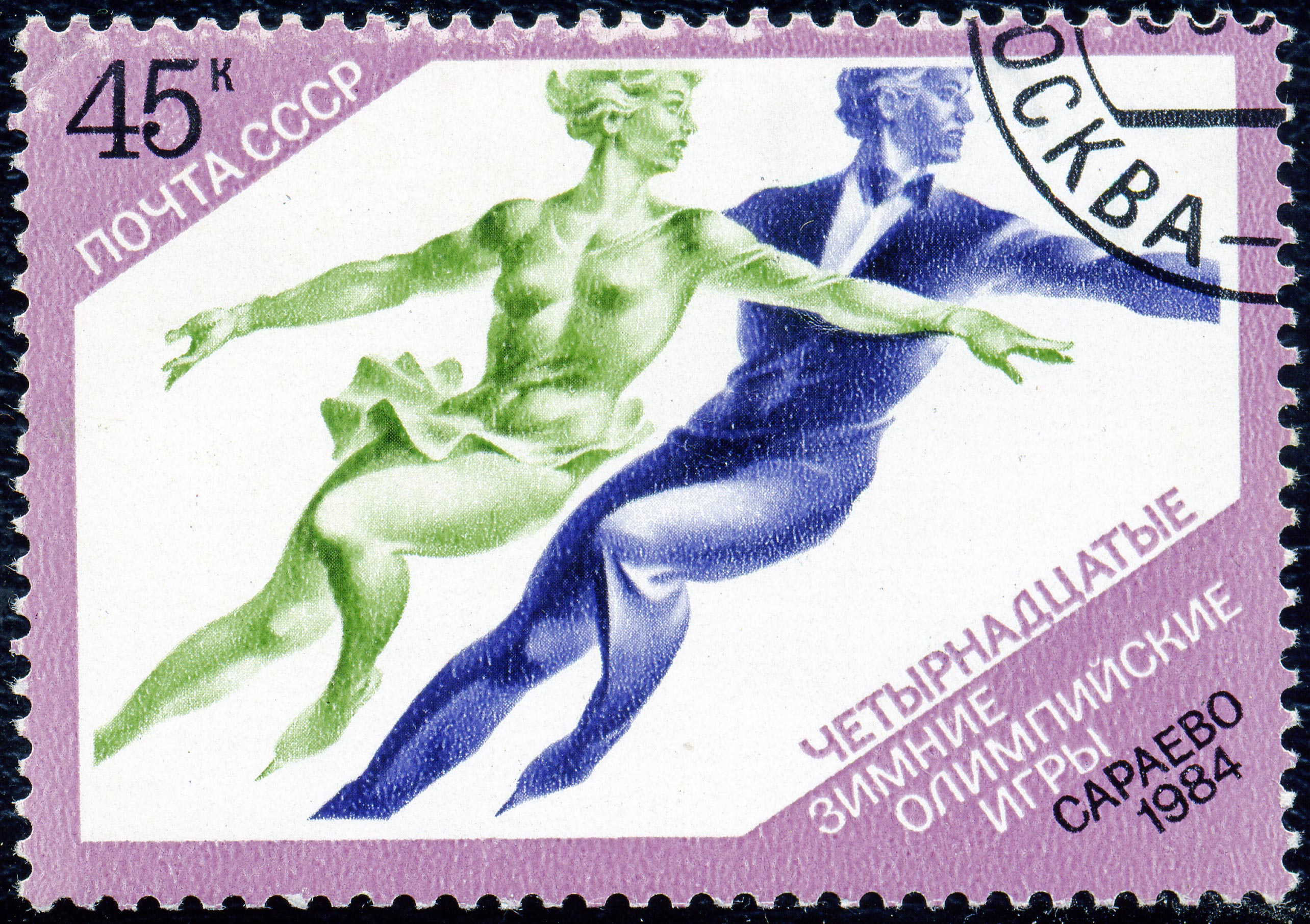
Почтовая марка, выпущенная в СССР в честь этих соревнований

| Место | Страна         | Золото | Серебро | Бронза | Всего |
| ----- | -------------- | ------ | ------- | ------ | ----- |
| 1     | США            | 1      | 2       | 0      | 3     |
| 2     | СССР           | 1      | 1       | 3      | 5     |
| 3     | Великобритания | 1      | 0       | 0      | 1     |
| 3     | ГДР            | 1      | 0       | 0      | 1     |
| 5     | Канада         | 0      | 1       | 0      | 1     |
| 6     | Чехословакия   | 0      | 0       | 1      | 1     |
|       |                |        |         |        |       |
| Всего | Всего          | 4      | 4       | 4      | 12    |

## Медалисты
| Дисциплина                | Золото                                         | Серебро                                    | Бронза                                     |
| Мужское одиночное катание | Скотт Хамильтон США                            | Брайан Орсер Канада                        | Йозеф Сабовчик Чехословакия                |
| Женское одиночное катание | Катарина Витт ГДР                              | Розалинн Самнерс США                       | Кира Иванова СССР                          |
| Парное катание            | СССР · Елена Валова · Олег Васильев            | США · Китти Карратерс · Питер Карратерс    | СССР · Лариса Селезнёва · Олег Макаров     |
| Танцы на льду             | Великобритания · Джейн Торвилл · Кристофер Дин | СССР · Наталья Бестемьянова · Андрей Букин | СССР · Марина Климова · Сергей Пономаренко |

## Участники
В четырёх спортивных дисциплинах приняли участие 115 спортсменов (57 мужчин и 58 женщин) из 21 страны.
| - Австралия (2) - Бельгия (1) - Болгария (2) - Великобритания (10) - Венгрия (2) - ГДР (8) - Испания (1) - Италия (3) - Канада (15) - Китай (6) - Польша (1) | - СССР (17) - США (18) - Франция (5) - ФРГ (9) - Чехословакия (3) - Швейцария (2) - Швеция (2) - Югославия (2) - Республика Корея (2) - Япония (4) |

## Факты
- В соревнованиях по фигурному катанию на XIV зимних Олимпийских Играх принимало участие рекордное количество спортивных делегаций из 21 страны Европы, Северной Америки, Азии и Австралии с Океанией и рекордное количество фигуристов 115 спортсменов.
- Самой молодой фигуристкой на Олимпиаде-1984 стала Бабетте Пройслер из ГДР, выступающая в спортивной паре с Тобиасом Шрётерем, ей было на тот момент всего 15 лет и 135 дней.
- Самым старшим фигуристом на Олимпиаде-1984 был Уильям Фовер из США, выступающий в спортивной паре с Ли Энн Миллер, ему было 29 лет и 345 дней.
- На XIV зимних Олимпийских Играх в спортивной делегации из Болгарии присутствовала лишь одна женщина, это была фигуристка из танцевальной пары.